# I’ve Just Begun (Having My Fun)
Az I’ve Just Begun (Having My Fun) egy dal Britney Spears amerikai énekesnőtől Greatest Hits: My Prerogative című első válogatásalbumáról. Producere Bloodshy & Avant volt, a szám eredetileg az In the Zone albumra készült. Digitálisan letölthető formátumban 2004. augusztus 17-én jelent meg az album kiadása előtt. Electro-funk stílusú a dal, a No Doubt Hella Good című dalához hasonlítható. Dalszövege szórakozásról szól, a kritikusok részben emiatt a lemez egyik legjobb dalának nyilvánították.

## Háttér
Az I’ve Just Begun (Having My Fun) eredetileg Spears negyedik, In the Zone című albumára készült. A számot Spears, Michelle Bell, Christian Karlsson, Pontus Winnberg, Henrik Jonback szerezte, producere Bloodshy & Avant volt. Az In the Zone DVD európai változatán helyet is kapott a dal, az Egyesült Államokban a Wal-Mart-nál vált ingyenesen letölthetővé. Amikor a szerződés - mely keretében volt ingyenesen letölthető a dal - lejárt, a Jive Records kiadta a dalt az iTunes-on. Az iTunes listáján hetedik lett, majd a Greatest Hits: My Prerogative dallistájára is felkerült. A 2011-es Bridesmaids című film filmzenéje lett.

## Közreműködők
- Dalszerzés – Britney Spears, Michelle Bell, Christian Karlsson, Pontus Winnberg, Henrik Jonback
- Produkció – Bloodshy & Avant, Steven Lunt
- Vokál – Britney Spears

Forrás: